# 钩吻属
钩吻属（学名：Gelsemium）又名胡蔓藤属，是钩吻科下的一个属，为木质藤本植物。该属共有3种，一种产自美洲；一种产自亚洲（钩吻）。
属名Gelsemium源于意大利语gelsemino，即“茉莉”。

## 物种
本属包括以下物种：
- 钩吻 Gelsemium elegans (Gardner & Champ.) Benth.
- 沼生钩吻 Gelsemium rankinii Small
- 常绿钩吻藤 Gelsemium sempervirens (L.) J.St.-Hil.